# Austin Healey
(Austin Healey, sui burocrati del board della Rugby Football Union, 27 maggio 2006)
Austin Sean Healey (Wallasey, 26 ottobre 1973) è un ex rugbista a 15 britannico, nazionale inglese, che giocava normalmente come mediano (di mischia o d’apertura) e tre quarti ala.

## Biografia
La carriera professionistica di Healey iniziò nel 1992, come mediano di mischia per i Leicester Tigers.
All'epoca aveva già disputato alcuni incontri nella selezione nazionale inglese Under-21.
Sotto la guida tecnica di Bob Dwyer fu riconvertito come tre quarti ala, per lasciar posto in mischia al figiano Waisale Serevi.
Fu in quella posizione che Healey fu selezionato in Nazionale maggiore nel 1997.
Con l'Inghilterra Healey disputò i Cinque - Sei Nazioni dal 1998 al 2002 e prese parte alla Coppa del Mondo di rugby 1999.
A livello di club fu votato nel 1999-2000 miglior giocatore del Leicester e del campionato inglese.
Dopo l'infortunio del suo compagno di squadra, il sudafricano Joël Stransky, a Healey fu affidato anche il ruolo di apertura, posizione nella quale tuttavia non fu mai in grado di garantire il rendimento da lui fornito nei ruoli precedentemente ricoperti (e la quale giocò in Nazionale solo una volta, nel 2000 durante il tour sudafricano).
Le ultime partite disputate in Nazionale corrisposero con le tre vittorie dell'autunno 2002 contro Australia, Nuova Zelanda e Sudafrica.
Furono 51, in totale, le presenze nella rappresentativa inglese, cui si assommano anche due presenze nei British Lions, maturate durante il loro tour del 1997 in Sudafrica (fu presente anche a quello del 2001 in Sudafrica ma senza test match).
Alla fine della stagione 2005-06, coincisa con la sconfitta del Leicester nella finale di Premiership contro i Sale Sharks, Healey annunciò il suo ritiro — anche a seguito di un infortunio al ginocchio di tre anni prima, dal quale non si era mai completamente ripreso — e il suo nuovo impiego come funzionario di banca presso il Credit Suisse, attività che continua a portare avanti in parallelo a quella, già avviata, di commentatore tecnico per la BBC.

## Palmarès
- Premiership: 4
Leicester: 1998-99, 1999-2000, 2000-01, 2001-02
- Heineken Cup: 2
Leicester: 2000-01, 2001-02
- Coppe Anglo-Gallesi: 2
1992-93, 1996-97